# Estíbaliz Martínez
Pour les articles homonymes, voir Martínez.
Estíbaliz Martínez Yerro (née le 9 mai 1980 à Vitoria-Gasteiz) est une gymnaste rythmique espagnole.

## Biographie
Estíbaliz Martínez remporte aux Jeux olympiques d'été de 1996 à Atlanta la médaille d'or par équipe avec Marta Baldó, Estela Giménez, Nuria Cabanillas, Lorena Guréndez et Tania Lamarca.

## Palmarès

### Jeux olympiques
- Atlanta 1996
  -  médaille d'or par équipe.

### Championnats du monde
- Budapest 1996
  -  médaille d'argent par équipe.